# Índice de cetano
El índice de cetano, número de cetano o cetanaje guarda relación con el tiempo que transcurre entre la inyección del carburante y el comienzo de su combustión, denominado «intervalo de encendido». Una combustión de calidad ocurre cuando se produce una ignición rápida seguida de un quemado total y uniforme del carburante.
Cuanto más elevado es el número de cetano, menor es el retraso de la ignición y mejor es la calidad de combustión. Por el contrario, aquellos carburantes con un cetanaje bajo requieren mayor tiempo para que ocurra la ignición y después queman muy rápidamente, produciendo altos índices de elevación de presión.
Si el número de cetano es demasiado bajo, la combustión es inadecuada y da lugar a ruido excesivo, aumento de las emisiones, reducción en el rendimiento del vehículo y aumento de la fatiga del motor. Humo y ruido excesivos son problemas comunes en los vehículos a gasóleo, especialmente bajo condiciones de arranque en frío.
En definitiva, es un indicativo de la eficiencia de la reacción que se lleva a cabo en los motores diésel.

## Definición[1]
Un gasóleo posee número de cetano igual a X si, en el motor normalizado, presenta un intervalo de encendido equivalente al de una mezcla de X % en volumen de cetano (hexadecano I.C. = 100) con (100 – X ) % en volumen de α – metil – naftaleno (I.C. = 0)
La precisión del método es ± 2 unidades de número de cetano.
En una primera aproximación, puede considerarse que el valor de cetano de los componentes petrolíferos se comporta de modo inverso al de octano: los mejores resultados se obtienen con –parafinas (como el propio cetano) mientras que aromáticos y alcoholes ofrecen un pobre resultado. 

## Índice de cetano y número de cetano
Las normas de calidad para el gasóleo de automoción, gasóleo A y B, incluyen dos diferentes medidas del intervalo de encendido.
Número de cetano: ............... > 51 en G.O. A y  > 49 para G.O. B  
Índice de cetano: .................. > 46 en G.O. A y  > 46 para G.O. B

## ¿Cuál es la diferencia entre ambas?
La necesidad de tener dos especificaciones para la misma propiedad surgió por la dificultad práctica de medir según normas estrictas (ensayo en motor normalizado C.F.R.). Los operadores petrolíferos buscaron alternativas que reprodujesen con suficiente fidelidad el comportamiento del carburante, pero más asequible en cuanto a tiempo y especialización.

## Número de cetano
Correspondería el valor que obtuviese el carburante comercial, analizado en el motor de ensayo según la norma ASTM D 613. 
Al referirse al producto final, refleja la acción de los posibles aditivos mejoradores. Entre estos, es muy común la utilización de diversos nitratos orgánicos (alquilo o amilo).

## Índice de cetano
Es un número calculado a partir de la densidad y punto de ebullición de los hidrocarburos que componen la base del carburante. El método de cálculo siempre ha estado estrictamente normalizado. Durante bastante tiempo se utilizó una ecuación de dos variables para su determinación (ASTM D976), pero actualmente se aplica otra correlación más precisa (ASTM D4737), que opera con cuatro variables. Tiene la forma: 
IC4737 = 45,2 + 0,0892 T10N + [0,131 + 0,901B] T50N + [0,0523 - 0,420B] T90N + 0,00049 [(T10N)^2 - (T90N)^2] + 107B + 60(B)^2
Siendo:
D = Densidad a 15 °C [g/mL] determinada según método ASTM D 1298.
B = [ e**( -3.5 )*( D - 0.85 ) ] -1
T10 = Temperatura (°C) a la que destila el 10 % según Método ASTM D 86. 
T10N = T10 - 215,
T50 = Temperatura (°C) a la que destila el 50 % según Método ASTM D 86. 
T50N = T50 - 260,
T90 = Temperatura (°C) a la que destila el 90 % según Método ASTM D 86. 
T90N = T90 - 310.
T10, T50 y T90 han de corregirse para la presión atmosférica normalizada.
Esta determinación se realiza sobre la base hidrocarbonada en exclusiva, por lo que no incorpora el posible efecto de los aditivos mejoradores. Esto explica que el I.C. exigido sea inferior al N.C.